# هاگ (فرانکن علیا)
هاگ (به آلمانی: Haag) یک شهر در آلمان است که در بایروث واقع شده‌است.